# Portugiesischer Erbfolgekrieg
Der Portugiesische Erbfolgekrieg war ein Konflikt um den portugiesischen Thron zwischen 1580 und 1583. Er wurde ausgelöst durch eine Erbfolgekrise nach dem Tod von Sebastian von Portugal in der Schlacht von Alcácer-Quibir und dem Aussterben des Hauses Avis. Ausgetragen wurde er zwischen den Anhängern von António von Crato, der sich in mehreren Städten zum König von Portugal ausrufen ließ, und seinem ersten Vetter Philipp II. von Spanien, dem es schließlich gelang, die Krone an sich zu reißen. Er regierte als Philipp I. von Portugal. Die Ära der spanischen Habsburger auf dem portugiesischen Thron hielt bis 1640 an und ist als Iberische Union bekannt.

## Ausgangslage
Nachdem König Sebastian I. in einem desaströsen Feldzug in Marokko 1578 kinderlos gestorben war, regierte Kardinal Heinrich I., der Großonkel von Sebastian I. von Portugal für zwei Jahre. Heinrich hatte nach 1557 als Regent für Sebastian fungiert und war ihm nach seinem Tod als König gefolgt. Heinrich verzichtete dafür auf seine kirchlichen Ämter und suchte eine Braut für die Fortführung der Aviz-Dynastie, doch der mit den Habsburgern verbündete Papst Gregor XIII. entband ihn nicht von seinem Zölibat. Der Kardinalskönig starb zwei Jahre später, ohne dass ein Regentschaftsrat zur Wahl eines Nachfolgers eingesetzt worden war.

## Erbfolgestreit
Nach altem feudalem Brauch hätte die portugiesische Thronfolge wie folgt ausgesehen:
- Ranuccio I. Farnese, Herzog von Parma und seine Geschwister (Sohn der Infantin Maria von Portugal).
- Katharina, Herzogin von Braganza und ihre Kinder (jüngste Tochter von Infant Duarte von Portugal und Marias jüngere Schwester).
- Philipp II. von Spanien und seine Kinder (Sohn von Isabella von Portugal, der ältesten Tochter von Manuel I.).
- Maria von Spanien, Kaiserin des Heiligen Römischen Reiches, und ihre Kinder (Tochter von Isabella von Portugal, der Schwester Philipps).
- Emanuel Philibert, Herzog von Savoyen, und seine Kinder (Sohn von Beatrice von Portugal, der jüngsten Tochter von Manuel I.).
- Johann I. von Braganza und seine Kinder (Urenkel von Isabella von Viseu und verheiratet mit Katharina).

Der 11-jährige Ranuccio Farnese, Erbherzog von Parma und Piacenza, war der Enkel des Infanten Duarte von Portugal, der einzige Sohn Manuels I., dessen legitime Nachkommen zu diesem Zeitpunkt lebten. Sein Vater Alessandro Farnese, Herzog von Parma, war jedoch ein Verbündeter des spanischen Königs, eines anderen Konkurrenten, sodass Ranuccios Rechte nicht beansprucht wurden. Katharina, Herzogin von Braganza, die Frau von Johann I. von Braganza, meldete Ansprüche auf den Thron an. Ein Problem war allerdings, dass sie eine Frau war und ihr Mann sehr unbeliebt war. Die Habsburger wussten ihren Einfluss zu nutzen, um sie in der Thronfolge zu überspringen.
Philipp von Spanien stammte durch seine Mutter, Infantin Isabella von Portugal, aus einer legitimen (wenn auch weiblichen) Linie. Obwohl er die meiste Zeit seines Lebens in Spanien verbrachte, unterstützten der portugiesische Hochadel und der hohe Klerus den Anspruch Philipps von Spanien. Sein Hauptgegner wurde der Adelige António von Crato, der vor allem vom niederen Klerus und weiten Teilen der allgemeinen Bevölkerung wie Handwerkern oder Arbeitern unterstützt wurde. Eine Personalunion mit dem großen Nachbarn war zudem unpopulär in Portugal. Er war jedoch ein Anwärter durch eine Bastardlinie (er war ein unehelicher Enkel von Manuel I. durch seinen Vater Infant Ludwig, 5. Herzog von Beja).

## Krieg

Standort der Azoren

Am 24. Juli 1580 proklamierte sich António von Crato in Santarém zum König von Portugal und den Algarven, was in mehreren Orten des Landes auf Beifall stieß. Einige Mitglieder des portugiesischen Gouverneursrates, die Philipp unterstützten, flohen nach Spanien und erklärten ihn zum Rechtsnachfolger Heinrichs. António regierte nur 33 Tage lang auf dem portugiesischen Festland, bis er am 25. August in der Schlacht von Alcântara von den spanischen Truppen unter der Führung von Fernando Álvarez de Toledo, Herzog von Alba, besiegt wurde. Die Schlacht endete mit einem entscheidenden Sieg der spanischen Habsburger zu Lande und zu Wasser. Zwei Tage später nahm der Herzog von Alba Lissabon ein.
Anfang 1581 floh António nach Frankreich, dessen Könige als Rivalen der Habsburger seine Ansprüche unterstützten. Da Philipps Armeen die Azoren noch nicht besetzt hatten, segelte er mit französischen Abenteurern unter Filippo Strozzi, einem florentinischen Exilanten im Dienste Frankreichs, dorthin, wurde aber in der Schlacht von Ponta Delgada vor der Insel Terceira am 26. Juli 1582 und vor der Insel São Miguel am 27. Juli 1582 von einer spanischen Flotte unter dem Kommando von Don Álvaro de Bazán, besiegt. Antónios erfolgloser Versuch, Portugal von der Azoreninsel Terceira aus zu regieren (wo er sogar Münzen prägen ließ), endete 1583.

## Folgen

Wappen der Iberischen Union

Der Sieg der kombinierten spanisch-portugiesischen Flotte führte zur raschen Eroberung der Azoren als letzter Hochburg Antónios und vollendete die dynastische Vereinigung des portugiesischen und des spanischen Reiches. König Philipp II. von Spanien wurde von den portugiesischen Cortes von Tomar (1581) als König Philipp I. von Portugal und den Algarven anerkannt. 1589 unternahm António einen Angriff auf Lissabon, unterstützt von englischen Truppen unter dem Kommando von Francis Drake und John Norreys. Als die Bevölkerung sich nicht erhob, um António an die Macht zu bringen, musste der Versuch abgebrochen werden. Spanien und Portugal blieben für die nächsten 60 Jahre bis 1640 in einer dynastischen Union beider Kronen vereint (wobei beide Weltreiche formell getrennt blieben und über autonome Verwaltungen verfügten).